# Canton de Saint-Nicolas-de-la-Grave
Le canton de Saint-Nicolas-de-la-Grave est un ancien canton français du département de Tarn-et-Garonne.

## Communes
Le canton de Saint-Nicolas-de-la-Grave comprenait les 14 communes suivantes :
| Nom                                   | Code Insee | Intercommunalité          | Superficie (km2) | Population (dernière pop. légale) | Densité (hab./km2) |
| ------------------------------------- | ---------- | ------------------------- | ---------------- | --------------------------------- | ------------------ |
| Saint-Nicolas-de-la-Grave (chef-lieu) | 82169      | CC Terres des Confluences | 29,34            | 2 192 (2014)                      | 75                 |
| Angeville                             | 82003      | CC Terres des Confluences | 8,33             | 228 (2014)                        | 27                 |
| Castelferrus                          | 82030      | CC Terres des Confluences | 8,39             | 438 (2014)                        | 52                 |
| Castelmayran                          | 82031      | CC Terres des Confluences | 15,96            | 1 175 (2014)                      | 74                 |
| Caumont                               | 82035      | CC Terres des Confluences | 15,22            | 327 (2014)                        | 21                 |
| Cordes-Tolosannes                     | 82045      | CC Terres des Confluences | 15,77            | 348 (2014)                        | 22                 |
| Coutures                              | 82046      | CC Terres des Confluences | 6,90             | 100 (2014)                        | 14                 |
| Fajolles                              | 82058      | CC Terres des Confluences | 9,32             | 96 (2014)                         | 10                 |
| Garganvillar                          | 82063      | CC Terres des Confluences | 22,34            | 674 (2014)                        | 30                 |
| Labourgade                            | 82081      | CC Terres des Confluences | 5,49             | 181 (2014)                        | 33                 |
| Lafitte                               | 82086      | CC Terres des Confluences | 4,74             | 235 (2014)                        | 50                 |
| Montaïn                               | 82118      | CC Terres des Confluences | 4,04             | 109 (2014)                        | 27                 |
| Saint-Aignan                          | 82152      | CC Terres des Confluences | 4,85             | 415 (2014)                        | 86                 |
| Saint-Arroumex                        | 82156      | CC Terres des Confluences | 9,63             | 158 (2014)                        | 16                 |

## Représentation

### Conseillers généraux de 1833 à 2015
| Période | Période      | Identité                                             | Étiquette                 | Qualité |
| ------- | ------------ | ---------------------------------------------------- | ------------------------- | --- |
| 1833    | 1848 (décès) | Baron François-Marie Teullé (1769-1848)              |                           | Ancien colonel Maire de Caumont (1830-1843)                                                                            |
| 1848    | 1852         | Jean Delbert aîné                                    |                           | Maire de Saint-Nicolas-de-la-Grave (1848-1850)                                                                         |
| 1852    | 1871         | Antoine Sylvestre Alexandre Baron Teullé (1821-1885) |                           | Ancien colonel Juge au Tribunal civil de Castelsarrasin puis de Moissac Maire de Caumont (1884-1885)                   |
| 1871    | 1890 (décès) | Joseph Lasserre                                      | Républicain Centre gauche | Propriétaire Maire de Saint-Nicolas-de-la-Grave (1871-1889) Député (1876-1889)                                         |
| 1890    | 1907         | Maurice Lasserre (fils du précédent)                 | Républicain               | Avocat Député (1890-1902) Maire de Saint-Nicolas-de-la-Grave (1889-1933)                                               |
| 1907    | 1908         | Joseph Marie Pierre Plantade                         | Rad.                      | Cultivateur, marchand de machines à Saint-Nicolas-de-la-Grave                                                          |
| 1908    | 1913         | Étienne Polydore Maffre                              | RG                        | Vétérinaire, adjoint au Maire de Saint-Nicolas-de-la-Grave                                                             |
| 1913    | 1933         | Etienne Capdordy                                     | Rad.                      | Propriétaire-agriculteur à Saint-Nicolas-de-la-Grave                                                                   |
| 1933    | 1940         | Julien Gourgues                                      | Rad.                      | Propriétaire, maire de Caumont (1929-1940)                                                                             |
|         |              |                                                      |                           | |
| 1945    | 1958 (décès) | Firmin Laforgue                                      | SFIO                      | Maire de Castelmayran (1932-1941, 1944-1958)                                                                           |
| 1958    | 1970         | Célestin Miramont (1895-1981)                        | SFIO                      | Maire de Garganvillar (1945-1971), ancien conseiller d'arrondissement, ancien résistant Député suppléant d'Antonin Ver |
| 1970    | 2008         | Robert Descazeaux                                    | SFIO puis PS              | Enseignant Maire de Garganvillar (1971-2020)                                                                           |
| 2008    | 2015         | Joël Capayrou                                        | PRG                       | Commerçant Maire de Saint-Nicolas-de-la-Grave (2001-2020)                                                              |

### Conseillers d'arrondissement (de 1833 à 1940)
| Période                                  | Période | Identité             | Étiquette   | Qualité |
| ---------------------------------------- | ------- | -------------------- | ----------- | --- |
| 1833                                     | 1848    | Jean Victor Malecaze |             | Avocat, maire de Saint-Aignan (1830-1836)                                                                   |
|                                          |         |                      |             | |
| 1886                                     |         | Émile Bessières      | Républicain | Maire de Saint-Nicolas-de-la-Grave                                                                          |
|                                          |         |                      |             | |
| 1910                                     | 1928    | M. Sarraut           | Radical     | |
| 1928                                     | 1940    | Célestin Miramont    | SFIO        | Propriétaire à Garganvillar                                                                                 |
| 1940                                     |         |                      |             | Les conseils d'arrondissement ont été suspendus par la loi du 12 octobre 1940 et n'ont jamais été réactivés |
| Les données manquantes sont à compléter. |         |                      |             | |

## Démographie
| 1962  | 1968  | 1975  | 1982  | 1990  | 1999  | 2006  | 2011  | 2012  |
| ----- | ----- | ----- | ----- | ----- | ----- | ----- | ----- | ----- |
| 5 190 | 5 331 | 5 033 | 5 077 | 5 434 | 5 549 | 6 001 | 6 453 | 6 520 |

## Annexe